# Sucha Beskidzka Zamek
Sucha Beskidzka Zamek – przystanek kolejowy w Suchej Beskidzkiej w województwie małopolskim na wybudowanej w 2016 roku linii kolejowej nr 625 Sucha Beskidzka Północ – Sucha Beskidzka Południe (łącznicy pomiędzy liniami 97 i 98). Przystanek zlokalizowany jest w pobliżu targowiska miejskiego w Suchej Beskidzkiej. Nazwa przystanku nawiązuje do położonego w pobliżu Zamku Suskiego. Wcześniej proponowano nazwę Sucha Beskidzka Rynek.

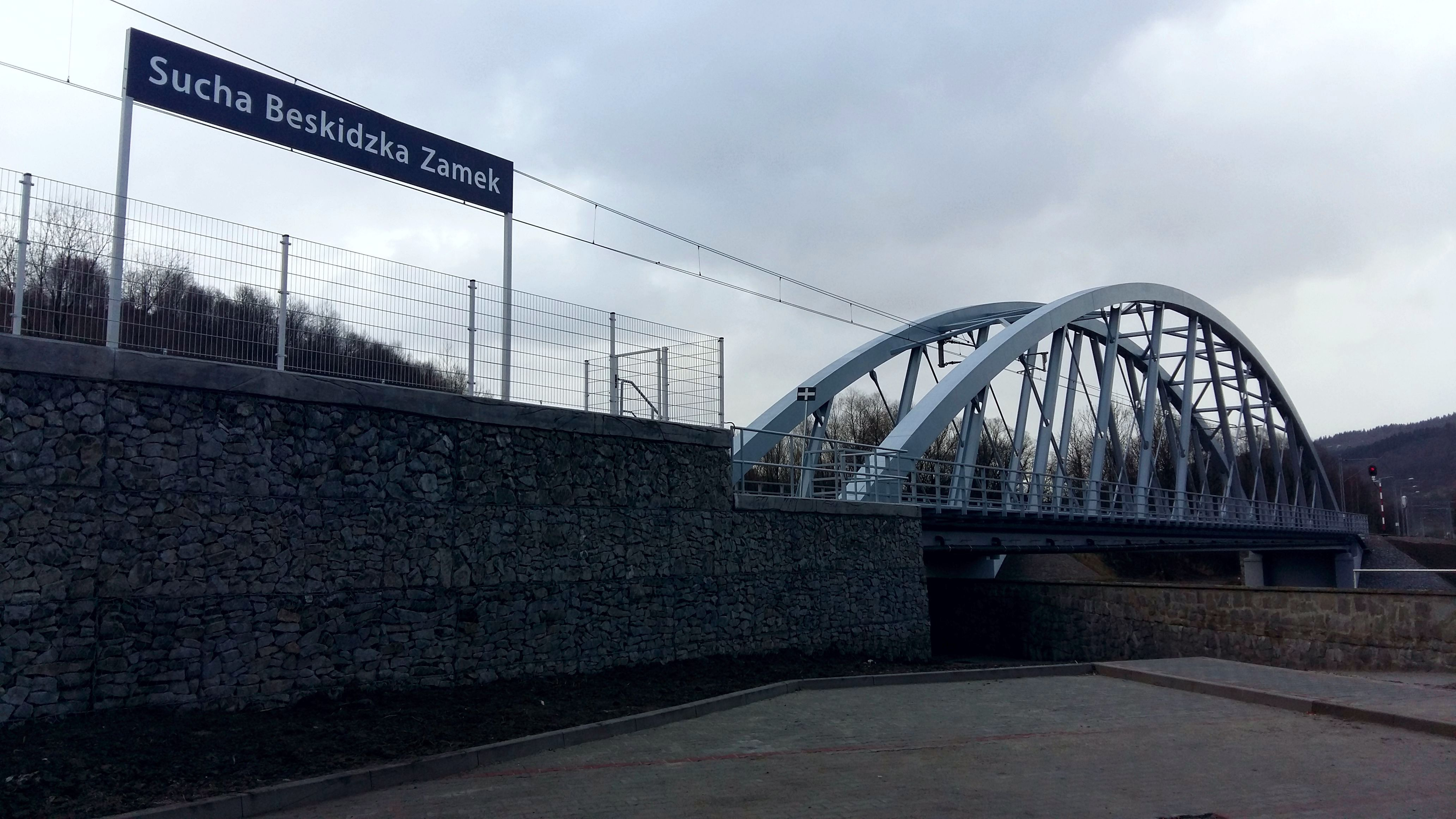
Przystanek Sucha Beskidzka Zamek oraz nowy most kolejowy nad Stryszawką

Przystanek oraz łącznica zostały wykonane przez firmę Skanska na zlecenie PKP Polskich Linii Kolejowych. Jego uruchomienie miało miejsce 11 czerwca 2017.

## Ruch pasażerski
| Rok  | Wymiana pasażerska na dobę |
| ---- | -------------------------- |
| 2017 | –                          |
| 2022 | 20-49                      |